# Parque Santa Amélia
O Parque Santa Amélia é uma área protegida localizada no distrito de Itaim Paulista, subúrbio da zona leste de São Paulo.